# Meyenheim
Meyenheim (Duits: Meienheim) is een gemeente in het Franse departement Haut-Rhin (regio Grand Est). De plaats maakt deel uit van het arrondissement Thann-Guebwiller. Meyenheim telde op 1 januari 2022 2.017 inwoners.

## Geografie
De oppervlakte van Meyenheim bedroeg op 1 januari 2022 12,78 vierkante kilometer; de bevolkingsdichtheid was toen 157,8 inwoners per km².

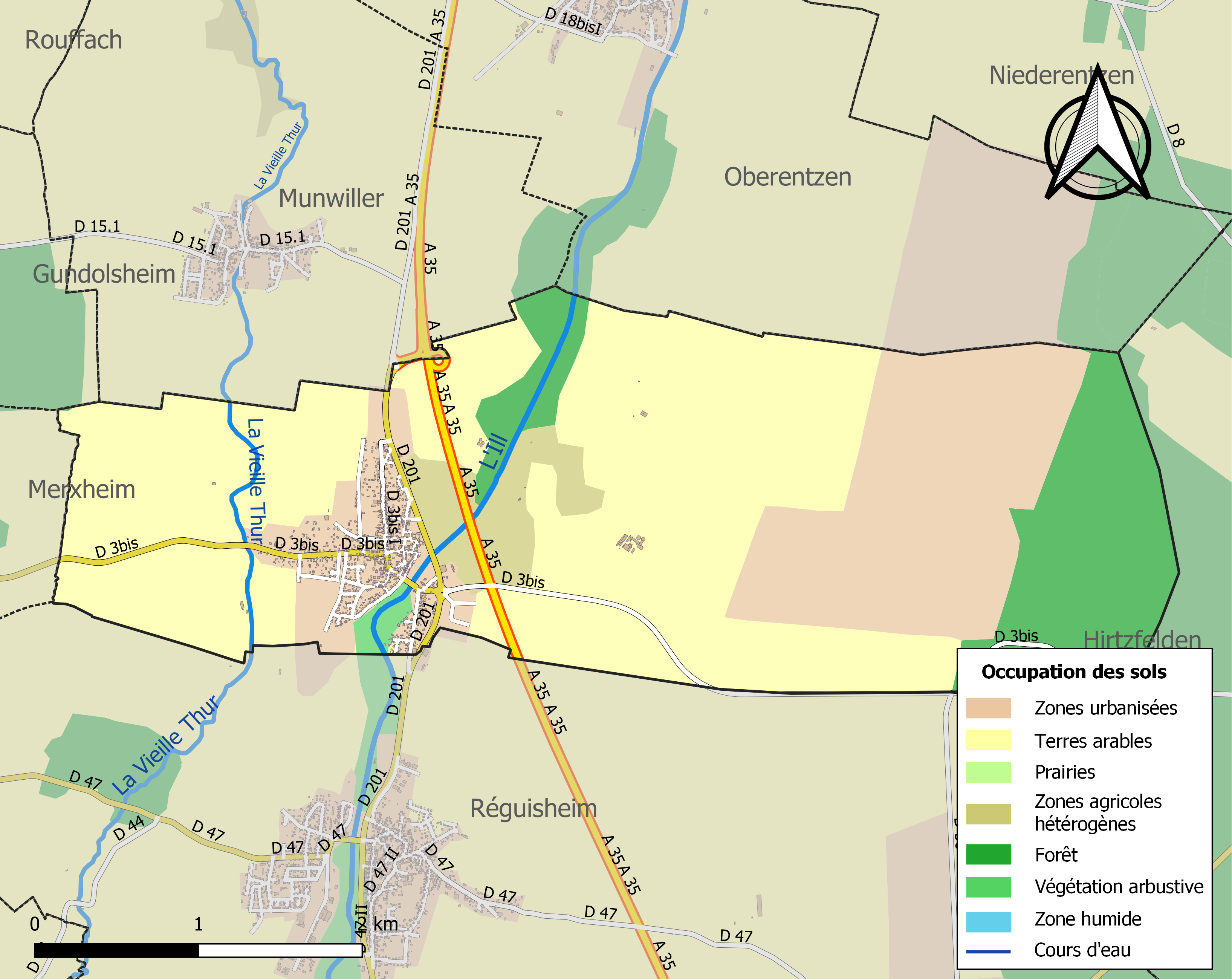
Kaart van de gemeente met de belangrijkste infrastructuur, bodemgebruik en omliggende gemeenten

## Demografie
Onderstaande figuur toont het verloop van het inwonertal (bron: INSEE-tellingen).